# Deinopis bituberculata
Espèce
Deinopis bituberculata est une espèce d'araignées aranéomorphes de la famille des Deinopidae.

## Distribution
Cette espèce est endémique de Cuba.

## Publication originale
- Franganillo, 1930 : Arácnidos de Cuba: Mas arácnidos nuevos de la Isla de Cuba. Memorias del Instituto Nacional de Investigaciones Cientificas, vol. 1, p. 47-99 réimprimé seul p. 1-55.